# Patricia du Roy de Blicquy
Patricia du Roy de Blicquy (ur. 7 października 1943 w Brukseli) – belgijska narciarka alpejska, uczestniczka Zimowych Igrzysk Olimpijskich 1964 w Innsbrucku.

## Osiągnięcia

### Igrzyska olimpijskie
| Miejsce | Dzień    | Rok  | Miejscowość | Konkurencja | Czas biegu  | Strata  | Zwyciężczyni        |
| ------- | -------- | ---- | ----------- | ----------- | ----------- | ------- | ------------------- |
| 8.      | 1 lutego | 1964 | Innsbruck   | Slalom      | 1:37,01 min | +7,15 s | Christine Goitschel |
| 17.     | 3 lutego | 1964 | Innsbruck   | Gigant      | 1:58,76 min | +6,52 s | Marielle Goitschel  |
| 13.     | 6 lutego | 1964 | Innsbruck   | Zjazd       | 2:01,41 min | +6,02 s | Christl Haas        |